# Drugu Gompa
| Tibetische Bezeichnung                              |
| --------------------------------------------------- |
| Tibetische Schrift: bru'u ku'u dgon                 |
| Andere Schreibweisen: Drugu Gon Ganden. Chokhorling |
| Chinesische Bezeichnung                             |
| Vereinfacht: 朱固寺                                 |
| Pinyin:Zhūgù sì                                     |

Drugu Gompa, Drugu-Kloster oder Drugu Ganden Chökhor Ling (tib.: dga' ldan chos 'khor gling ) ist ein Gelugpa-Kloster in Amdo. Es befindet sich im Dorf (chin.) Jiefangcun 解放村 der Gemeinde (chin.) Zhugu 朱固乡 des Autonomen Kreises Menyuan der Hui in Haibei, Provinz Qinghai. Es wurde 1644, Ende der Ming-, Anfang der Qing-Zeit von Tsenpo Döndrub Gyatsho (btsan po don grub rgya mtsho; 1613–1665) aus Serkhog erbaut.
Im Jahr 1723 wurde es beim Aufstand des Mongolenfürsten Lobsang Tendzin  zerstört, 1732 wieder aufgebaut. Nach 1958 erlitt es starke Zerstörungen.

## Denkmal der Provinz Qinghai
Das Kloster steht seit 1998 auf der Liste der Denkmäler der Provinz Qinghai. 

### Nachschlagewerke
- Zangzu da cidian. Lanzhou 2003